# Dystasiopsis
Dystasiopsis is een kevergeslacht uit de familie van de boktorren (Cerambycidae). De wetenschappelijke naam van het geslacht werd voor het eerst geldig gepubliceerd in 1941 door Breuning & de Jong.

## Soorten
Dystasiopsis omvat de volgende soorten:
- Dystasiopsis malaccana Breuning, 1974
- Dystasiopsis spiniscapus Breuning & de Jong, 1941